# 夜間停泊
夜间停泊是指在铁路车辆的运用途中，从当天夜间的运用结束到第二天的运用開始，停泊在所属车辆基地以外的地方。也被称为夜间停泊。主要目的是便於第二天可直接發車營運，節省回送成本及時間。
在停泊在车站的时候，京成电铁和北总铁道等也称为站留，阪急电铁等也称为分散留置。
除了鐵路車輛，飛機與巴士也會在其他機場或巴士站夜間停泊。

## 夜间停留的地方
基本上是在最后一班、始发列车的始发站进行的，在站内较宽的车站也会使用停泊线等侧线。另外，在车辆基地所在站经常会在基地停泊。
在站内狭窄的车站、无人车站等设备不齐全的车站为最终或首发时，有时会将列車回送往车辆基地、停泊线、乘务员住宿所所在的车站停泊。夜间停留大多是在深夜开始，但根据运用情况，也有可能在上午结束当天的运用，就这样停泊。另外，工作日和周六、休息日的时刻表中停泊的时间也有不同的情况。
城市地区的铁路大多在上午运营结束后休息到傍晚，这被视为“停泊”。
第三部门铁路多以有车辆基地的车站为中心编排时刻表，夜间停留也多在有车辆基地的车站。

### 其他事例

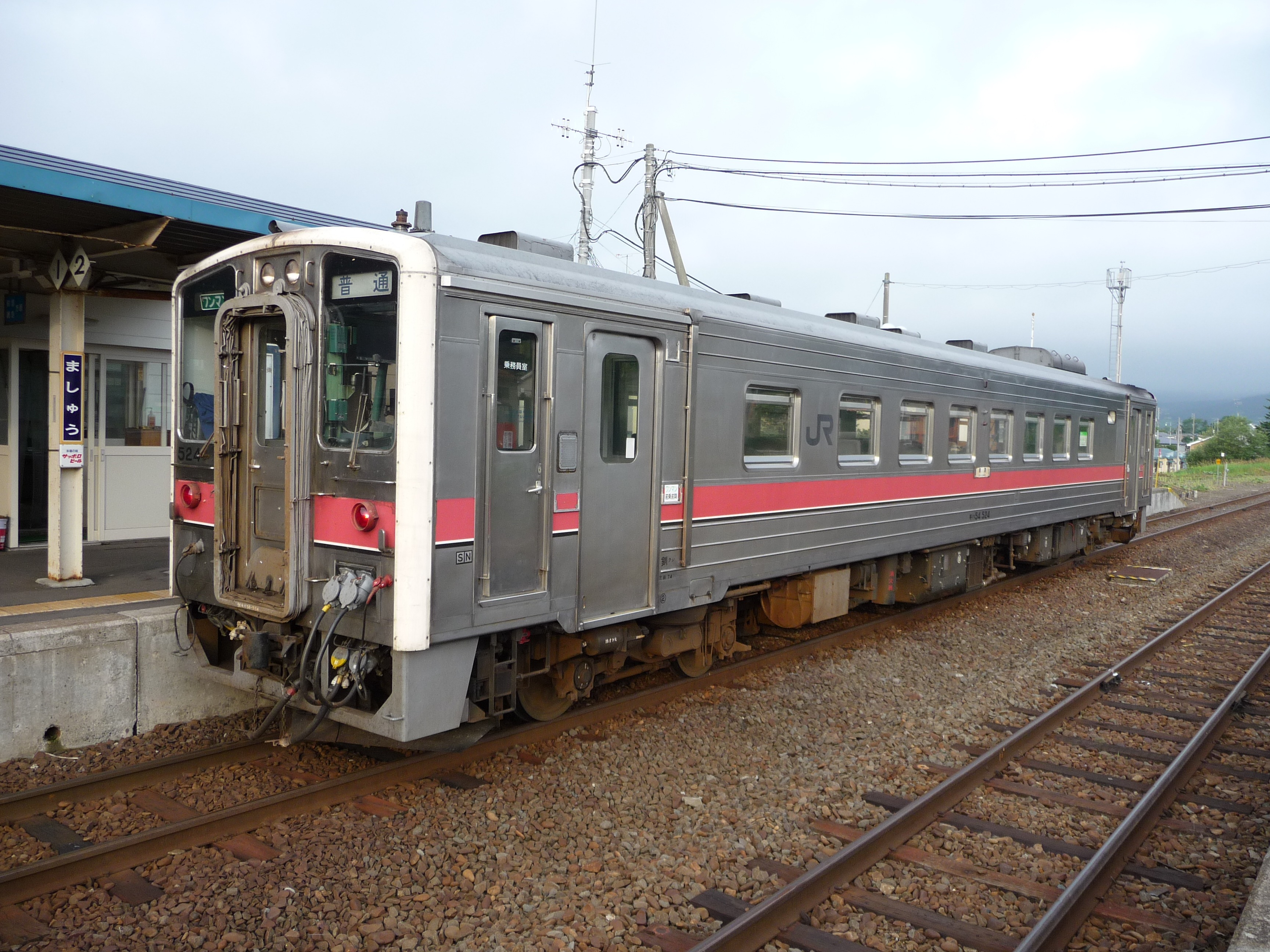
在摩周站夜间停泊后，早上被运送到川汤温泉站的キハ54型柴油動车組。因为是回送列车，所以营业列车和停车位置不同。

在北海道旅客铁道（JR北海道），有很多线路不在始发和最后一次列车的出发和到达站停留，而是将车辆运送到车辆基地或者可以夜间停泊的有人站。这是为了防止冬季结冰等造成车辆故障的措施。
- 函馆本线的函馆运输所（函馆站）、森站、长万部站、俱知安站、小樽站、札幌驾驶所（手稻站）、札幌站、岩见泽站、泷川站、旭川站都设置了“滞泊”。札幌站将各自停泊在发车的站台上，本站始发以外的列车将在第二天早上送到始发站。因为泷川站设置了泷川滞泊所，旭川站高架施工时由于停泊超过了允许限度，所以也有将车辆停泊在深川站和江部乙站的例子。这种情况下，乘务员在公司簽約委托的附近住宿设施休息。
- 在札沼线（学园都市线），没有在线路内夜间停泊的车站，电车在札幌站转换方向，被运送到札幌驾驶所，柴油動车組被运送到苗穗驾驶所。
- 留萌本线也没有在线路内夜间停泊的车站，以深川站、留萌站为终点始发的列车将经由函馆本线、宗谷本线被运送到旭川驾驶所。
- 在石北本线，上川站是终点站和始发站的情况下，於新旭川站转换方向，被运送到旭川驾驶所。在远轻站、北见站、网走站将其停泊在车站內。
- 根室本线在富良野站、新得站、带广驾驶所、钏路运输车两处、根室站进行车辆停泊。从池田站、浦幌站出发和到达将在出发站和带广驾驶所之间往返。富良野站的富良野线列车也会在这里停留。
- 钏网本线中，以川汤温泉站为终点始发站的情况下，在摩周站、绿站为终点站的情况下，在知床斜里站夜间停留，在各个车站之间运行回送列车。
- 在日高本线，於静内站、樣似车站内进行夜间停留。
- 在宗谷本线的名寄驾驶所（名寄站），除了名寄站出发和到达外，以音威子府站为终点始发的列车也在这里停留。以幌延站、稚内站为终点始发站时，会在南稚内站内进行夜间停留。

以通票闭塞等方式运行的线路，會在辦理閉塞的車站設有多個夜間停泊的线路，例如北条铁道、信乐高原铁路等。但是，也有像旧栗原田园铁路的细仓矿山公园前站那样，司机保管着路牌等閉塞憑證，在没有閉塞处理的车站夜間停泊之例外。
在福井铁路的神明站，到2006年3月31日为止，每天都有同样的车辆停泊（上午9点-第二天早上7点50分）。
路面电车大多会返回车辆基地，但也有像福井铁路的田原町站和佐藤田交通的后免町和萤桥那样，在车库以外的地方夜间停泊的情况。